# Symbolsk interaktionisme
Symbolsk interaktionisme er en retning inden for sociologien der hovedsageligt har sit udspring i den amerikanske pragmatisme. Det er en handlingsteori, der baserer sig på den grundtanke, at betydningen af sociale kendsgerninger, situationer og forhold erkendes gennem en symbolsk formidlet proces, bestående af interaktion og kommunikation.
Flere forfattere har bidraget til denne retning:
- Den canadiske sociolog Erving Goffman
- Den amerikanske pragmatist George Herbert Mead
- Anselm Strauss
- Susan Leigh Star

| Samfundsvidenskab | Spire Denne artikel om samfundsvidenskab er en spire som bør udbygges. Du er velkommen til at hjælpe Wikipedia ved at udvide den. |